# Sergej Vasil'evič Avdeev
Sergej Vasil'evič Avdeev (in russo Сергей Васильевич Авдеев?; Čapaevsk, 1º gennaio 1956) è un cosmonauta russo.
Avdeev è nato nell'Oblast' di Samara in RSSF Russa (Unione delle Repubbliche Socialiste Sovietiche), l'odierna Russia. Nel 1979 si è diplomato presso il Moscow Physics-Engineering Institute come fisico ed ingegnere. Dal 1979 al 1987 ha lavorato per RKK Ėnergija come ingegnere. Il 26 marzo 1987 è stato scelto come cosmonauta. Dal dicembre 1987 al luglio 1989 ha seguito l'addestramento, si è ritirato il 14 febbraio 2003.
Avdeev ha volato con le missioni Sojuz TM-15 (dal 27 luglio 1992 al 1º febbraio 1993), Sojuz TM-22 (dal 3 settembre 1995 al 29 febbraio 1996) e Sojuz TM-28 e Sojuz TM-29 (partito con la 28 il 13 agosto 1998 e rientrato con la 29 il 28 agosto 1999), tutte dirette alla stazione spaziale russa Mir nelle quali ha compiuto 10 passeggiate spaziali per un totale di 1 giorno, 18 ore e 2 minuti nello spazio aperto. Complessivamente ha totalizzato 747 giorni, 14 ore, 13 minuti e 9 secondi nello spazio ed occupa il secondo posto nella classifica del tempo trascorso in orbita. Approssimativamente ha viaggiato 20 millisecondi nel futuro.

## Il record
Avdeev detiene il record di viaggio nel futuro (0,02 secondi). Ciò è possibile dal momento che è rimasto in orbita nello spazio per 748 giorni, viaggiando, chiaramente, ad altissime velocità (secondo la teoria della relatività speciale di Einstein, all'aumentare della velocità di un razzo corrisponde un rallentamento del tempo al suo interno).